# Faragó Margit (orvos)
Faragó Margit, Léderné Faragó Margit (Újszász, 1949. március 4. – Szolnok, 2019. október) magyar szemészorvos, országgyűlési képviselő (1975–1990).

## Élete
Újszászon született, és egy ottani, legendás hírű, de karcos modorú orvos – korábbi katonaorvos – pácienseként szerzett tapasztalatai hatására fogadta meg, mindössze hat évesen, hogy ő is orvos lesz. Gyerekkori elhatározása 16 évesen vált eltökéltséggé: egy, a családjában kialakult daganatos betegség hatására a kutatóorvosi hivatást tűzte ki céljául. 1967-ben kezdte felsőfokú tanulmányait a Debreceni Orvostudományi Egyetemen, ahol már másodév után szubdemonstrátorként dolgozhatott az élettani intézetben, utóbbi helyen pedig a tudományos munkába is belekóstolhatott, mikroműszerekkel végezve különböző vizsgálatokat szívizmon.
Diplomázását követően belgyógyászati vagy gyermekgyógyászati területen szeretett volna elhelyekzedni, ám a Szolnok megyei Tanács Hetényi Géza Kórházában tartott meghallgatása után a szemészeti osztályra irányították. Mint utóbb megtudta, mentora, Szeghy professzor azért döntött így, mert úgy vélte: aki végzett már mikroműszeres vizsgálatokat, bizonyára alkalmas lesz az aprólékos szemműtétek elvégzésére is. Bár tiltakozott, arra hivatkozva, hogy balkezes, a professzor ezt nem vette komolyan; miután viszont kiderült a műtőasztalnál, hogy balkezes volta nem illeszkedik a műtéti rutinba, emiatt számos újítást kellett bevezetni az osztályon. Egy év után véglegesítették a szemészet állományában, amit akkor már szívesen vállalt, hiszen ez idő alatt szinte minden olyan szemműtét-típusban sikerült tapasztalatot szereznie, ami akkoriban az országban elérhető volt.
A szemész szakorvosi vizsgát 1977-ben tette le, és aktív kora végéig a Hetényi Géza Kórház szemészeti osztályán maradt. Az osztály az 1980-as évek végére már országos viszonylatban is kiemelkedő felszereltséggel rendelkezett, akkoriban már szemészeti ultrahang diagnosztikát is vállaltak, fluoreszcein angiográfiát pedig ő maga végzett elsőként a kórházban. Munkája során végigélte a műtéti technika, a diagnosztikus és terápiás eljárások rohamos fejlődését; rendszeresen részt vett előadások, konferenciák, tudományos ülések, kongresszusok szervezésében és lebonyolításában, orvostovábbképzésben és szemészeti szakasszisztensek képzésében. A ’80-as évek derekán osztályvezető-helyettesként is tevékenykedett, 1990–1992 között pedig megbízott osztályvezető volt. Oktatóként még nyugdíjazása után, a 2010-es évek derekán is aktív volt: a budapesti Semmelweis Egyetem által szervezett optometrista képzés szemészeti gyakorlati oktatásában vállalt részt.
Munkája mellett 1975. június 15. és 1990 tavasza között három ciklusban is országgyűlési képviselővé választották, mindhárom választás alkalmával Szolnok megye 4. számú, újszászi központú egyéni választókerületében jutott képviselői mandátumhoz (az 1985-ös választáson már asszonynevét használva). A Parlamentben az egészségügyi és szociális bizottság tagja volt. 2019 októberében Szolnokon hunyt el.

## Elismerései
- Újszász díszpolgára
- Pro Sanitate-díj (2015)

## Külső hivatkozások
- Parlamenti felszólalásán készült fényképe az MTVA archívumában, Manek Attila fotója, 1984. december 19.